# Call of Duty: Warzone
Call of Duty: Warzone là một trò chơi điện tử thuộc thể loại bắn súng góc nhìn thứ nhất và battle-royale được phát hành miễn phí vào ngày 10 tháng 3 năm 2020, cho các hệ máy PlayStation 4, Xbox One và Microsoft Windows. Game được phát triển bởi các studio Infinity Ward và Raven Software, và do Activision phát hành. Một phiên bản mới có tên Warzone 2.0 cho các hệ máy PlayStation 5 and Xbox Series X/S đã được công bố ra mắt vào năm 2022 cùng với phiên bản trên di động và Call of Duty: Modern Warfare 2.
Trò chơi là một phần của Call of Duty: Modern Warfare và có liên quan tới phiên bản game ra mắt năm 2020, Call of Duty: Black Ops: Cold War và 2021, Call of Duty: Vanguard. Game đã được giới thiệu thông qua Season 2 của Modern Warfare (2019). Warzone hỗ trợ tới 150 người chơi cùng lúc, thậm chí lên tới 200 người chơi cho một vài chế độ giới hạn.
Trò chơi nhận được đánh giá chung tích cực từ các nhà phê bình. Vào tháng 4 năm 2021, Activision báo cáo rằng Warzone đã đạt được hơn 100 triệu người chơi.

## Gameplay
Warzone là phần game thuộc thể loại battle-royale thứ hai trong loạt game Call of Duty, sau chế độ "Blackout" của Call of Duty: Black Ops 4 ra mắt năm 2018. Warzone khác với Black Ops 4 ở việc giảm sự phụ thuộc vào các trang bị, và thay vào đó khuyến khích tích lũy một loại tiền tệ mới trong trò chơi, gọi là Cash. Ở thời điểm ra mắt, Warzone có hai chế độ chơi chính: Battle Royale và Plunder. Game hỗ trợ tối đa 150 người chơi trong một trận đấu, vượt quá kích thước thông thường là 100 người chơi, điều thường thấy trong các tựa game battle royale khác. Một vài chế độ còn hỗ trợ lên tới 200 người chơi.

## Công bố và phát hành
Warzone được phát hành vào ngày 10 tháng 3 năm 2020, sau một loạt các rò rỉ trong tháng trước. Sự tồn tại của trò chơi đã bị rò rỉ một tháng trước bởi một bài đăng trên Reddit, và một sự cố phần mềm đã cho phép xem trước bản đồ game. Vào ngày 8 tháng 3 năm 2020, hai ngày trước khi phát hành, streamer Chaos trên YouTube đã xuất bản một video dài 11 phút có nội dung giới thiệu lối chơi của Warzone. Đoạn video đã bị gỡ bỏ, và vào ngày 9 tháng 3, nhà phát hành của Warzone, Activision, chính thức thông báo rằng trò chơi sẽ được phát hành vào ngày 10 tháng 3. Vào ngày 11 tháng 3 năm 2020, Activision thông báo rằng Warzone đạt được 6 triệu lượt tải xuống trong vòng 24 giờ đầu tiên. Vào ngày 13 tháng 3 năm 2020, tài khoản Twitter chính thức của Call of Duty thông báo rằng Warzone đã vượt qua 15 triệu người chơi.
Vào ngày 10 tháng 4 năm 2020, Activision thông báo rằng Warzone đã đạt được 50 triệu lượt tải xuống trong tháng đầu tiên.
Vào tháng 3 năm 2022, Activision thông báo rằng họ đang phát triển một phiên bản dành cho di động (mobile) của Warzone. Sau khoảng 2 năm nghiên cứu và tối ưu, Call of Duty: Warzone Mobile đã chính thức ra mắt trên các thiết bị iOS và Android trên toàn thế giới vào ngày 21 tháng 3 năm 2024.

## Tiếp nhận
Call of Duty: Warzone đã nhận được đánh giá trung bình "tích cực" từ các nhà phê bình trên tất cả các nền tảng, theo trang tổng hợp đánh giá Metacritic.
Chấm game 7/10 điểm, GameSpot ca ngợi sự đa dạng và kích thước của các bản đồ (map), và viết rằng: "Warzone là một nỗ lực tuyệt vời trong cuộc chiến battle royale đến từ thương hiệu Call of Duty, đồng thời tạo ra những bản sắc riêng của mình trên công thức truyền thống. Sự chết chóc và những trận đấu 1v1 (Gulag) mang đến cho bạn nhiều cách thức mới để gắn bó với game, đồng thời buộc bạn phải cảnh giác với môi trường xung quanh mình, ngay cả khi đã "clear" sạch team đối thủ."
Trang IGN cũng đã chấm game 7/10, tóm tắt rằng: "Bản beta của Call of Duty: Warzone vẫn hoàn toàn thú vị ngay cả khi có những sự thụt lùi nghiêm trọng về chiều sâu được thực hiện nhằm mục đích hài lòng người chơi."
Tính đến  tháng 4 năm 2021, Warzone đã thu hút hơn 100 triệu người chơi trên toàn thế giới.
Game đã nhận được đề cử cho hạng mục Best Multiplayer và Best Ongoing tại lễ trao giải The Game Awards 2020.